# Per-Olof Sännås
Per-Olof Sännås, född 28 december 1949 i Stockholm, är en svensk fotograf  och författare. Han var tidigare känd för sina reportageböcker om skinheads, graffitimålare, Black Army, Hells Angels och raggare, men är numera mest känd som nyhetsfotograf. 
Till vardags arbetar Sännås som fotograf åt Aftonbladet, men han började sin bana på Svenska dagbladets dotterföretag Huvudstadspress 1974.